# Baudilio Montoya
Baudilio Montoya Botero (Rionegro, Antioquia, Colombia, 26 de mayo de 1903-Calarcá, Quindío, Colombia, 27 de septiembre de 1965), fue un poeta y escritor colombiano.

## Biografía
Tenía cuatro años cuando sus padres llegaron al Viejo Caldas en plena Colonización antioqueña, partieron desde Rionegro y llegaron a Calarcá cuando esta era sólo un pequeño caserío, a una vereda llamada La Bella.
Fue maestro de escuela y sus clases fueron centradas en la poesía. En 1938 escribió su primer libro: Lotos, los poemas que ya se conocían en el ámbito literario regional, en los tradicionales juegos florales y en la naciente radio regional. Posteriormente aparecerían Canciones al Viento (1945), Cenizas (1949), Niebla (1953), Antes de la Noche (1955) y Murales del Recuerdo, que constituyen la totalidad de su obra poética.
Fue cofundador del Círculo de Periodistas del Quindío e hizo parte de la cohorte de letrados cuyos aportes a la música regional son significativos, junto a Bernardo Pareja, Jairo Baena, Guillermo Sepúlveda, Bernardo Palacio Mejía, Alfonso Osorio Carvajal, entre otros.
Falleció en Calarcá el 27 de septiembre de 1965. Como homenaje póstumo, el Comité Departamental de Cafeteros del Quindío, editó una antología de su obra poética con el título: Baudilio Montoya: Rapsoda del Quindío.

## Obra

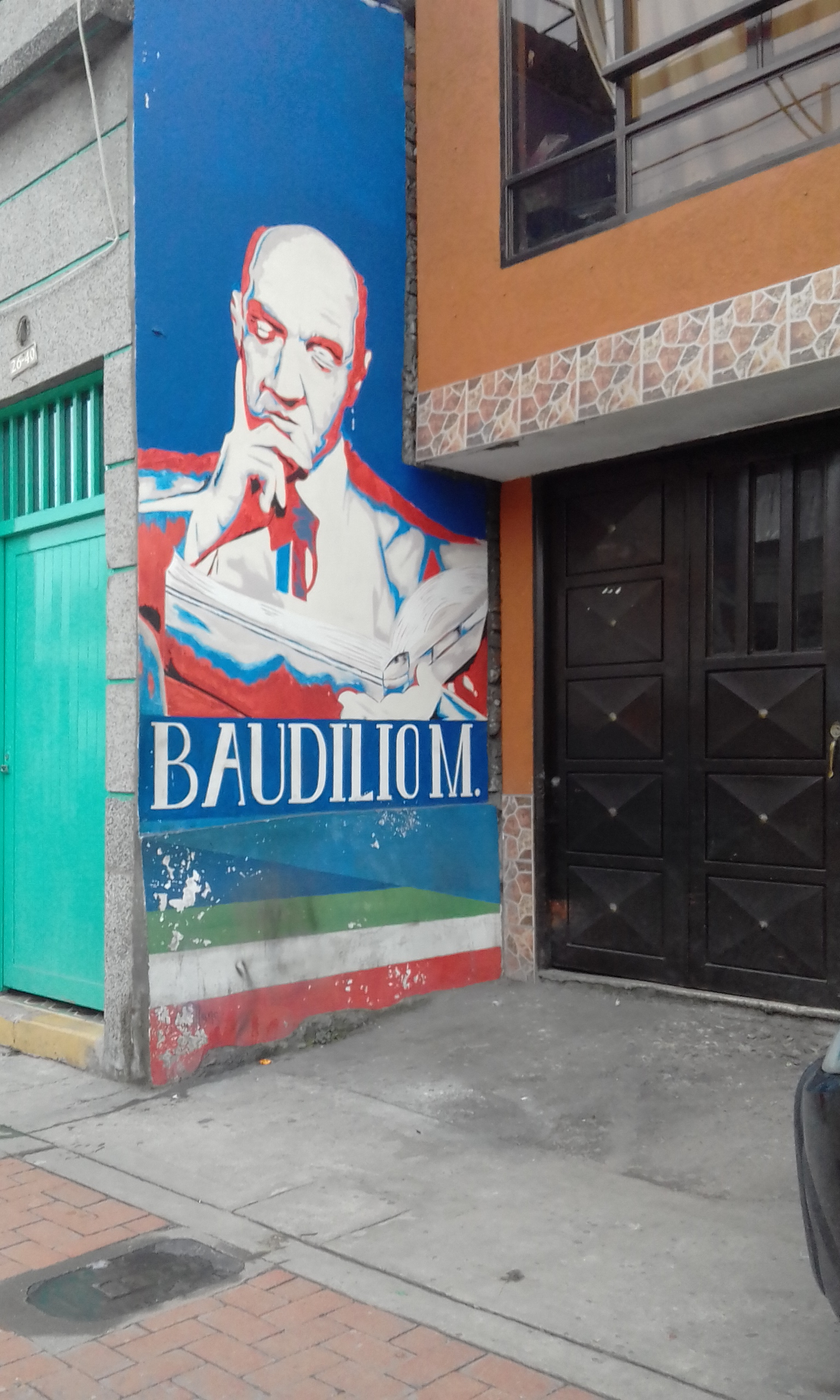
Antiguo mural que existió en la Av. Colón, en Calarcá.

Obras principales
- Lotos (1938)
- Canciones al Viento (1948)
- Cenizas (1949)
- Niebla (1953)
- Antes de la Noche (1955)
- Murales del Recuerdo (1963)

Poemas
- La Niña de Puerto Espejo
- José Dolores Naranjo
- Guardián
- Poema Negro
- Madre Antioquia
- Cuando Quieras, Señor
- Gitanos

## Homenajes
En homenaje a todas sus obras e importancia de las mismas para la Cultura Poética Quindiana, la Institución Educativa Baudilio Montoya (Antes: Concentración Rural Agrícola Baudilio Montoya) y el Parque Monumento Baudilio Montoya Botero ambos ubicados en la Vereda La Bella de Calarcá, llevan su nombre.